# Selfjall (bergstopp)
Selfjall är en bergstopp i republiken Island. Den ligger i regionen Norðurland eystra, 210 km nordost om huvudstaden Reykjavík. Toppen på Selfjall är 1 084 meter över havet.
Trakten runt Selfjall är nära nog obefolkad, med mindre än två invånare per kvadratkilometer. Det finns inga samhällen i närheten. Trakten runt Selfjall består i huvudsak av gräsmarker.